# Đinh Mạnh Ninh
Đinh Mạnh Ninh là một ca sĩ kiêm nhạc sĩ sáng tác bài hát của Việt Nam, từng vinh dự giành được 3 đề cử tại giải Cống hiến. Anh vừa hoạt động một mình vừa là thành viên của nhóm nhạc nam M4U. Anh được xem là một trong những ca sĩ trẻ được yêu thích hiện nay và đã giành được nhiều giải thưởng quan trọng. Anh được cho là người có giọng hát tốt, theo đuổi dòng nhạc pop, R&B, có khả năng vũ đạo và sáng tác nhạc.

## Tiểu sử và sự nghiệp
Đinh Mạnh Ninh sinh ngày 25 tháng 7 năm 1989 tại tỉnh Bắc Giang.
Anh là thủ khoa của trường Cao đẳng Nghệ thuật Hà Nội và vừa mới tốt nghiệp vào tháng 7 năm 2010.
Năm 2005 đánh dấu một bước ngoặt trong sự nghiệp của anh khi giành giải nhất Tuổi Đời Mênh mông trên VTV3.
Đinh Mạnh Ninh còn giành giải Triển vọng trong cuộc thi Sao Mai điểm hẹn 2010.
Năm 2021, anh dẫn chương trình Độc bản duo trên kênh VTV1.
Đinh Mạnh Ninh bắt đầu sự nghiệp ca hát với thể loại Pohất cuộc thi Tuổi đời mênh mông. Tiếp theo đó là giải nhất tại Tiếng ca học đường năm 2008 và giải nhất cuộc thi tìm kiếm tài năng nghệ thuật Pepsi Talent Show Việt Nam 2009, sau đó chuyển sang R&B và funk/disco funk.

## Danh sách đĩa nhạc

### Album phòng thu
- Con đường tôi (2011)
- Run (2014)
- Make It Together (2022)

### Một số bài hát
- Bài hát cho em
- Chỉ còn riêng anh
- Cuộc gọi
- Dù chẳng phải anh
- Dù có cách xa
- Dù mưa thôi rơi
- Điều cô ấy thích
- Hà Nội Hà Nội
- Hà Nội trà đá vỉa hè
- Hoa sữa mùa thu
- Mùa đông
- Mùa yêu dấu
- Những đêm mưa rơi
- Phố
- Xe đạp

## Giải thưởng
- 2005: Giải nhất Tuổi đời mênh mông
- 2008: Giải nhất Tiếng ca học đường
- 2009: Giải nhất cuộc thi tìm kiếm tài năng âm nhạc Pepsi Talent Show Việt Nam 2009.[1]
- 2009: Giải thưởng Bài hát Việt cho ca sĩ được yêu thích nhất
- 2010: Giải triển vọng Sao Mai điểm hẹn
- 2012: Giải thưởng Bài hát Việt: bài hát của năm cho ca khúc Mùa yêu đầu do chính anh sáng tác và thể hiện.